# Saint-Rémy-sur-Avre
Saint-Rémy-sur-Avre is een gemeente in het Franse departement Eure-et-Loir (regio Centre-Val de Loire). De plaats maakt deel uit van het arrondissement Dreux. Saint-Rémy-sur-Avre telde op 1 januari 2022 4.065 inwoners.

## Geografie
De oppervlakte van Saint-Rémy-sur-Avre bedroeg op 1 januari 2022 13,05 vierkante kilometer; de bevolkingsdichtheid was toen 311,5 inwoners per km².

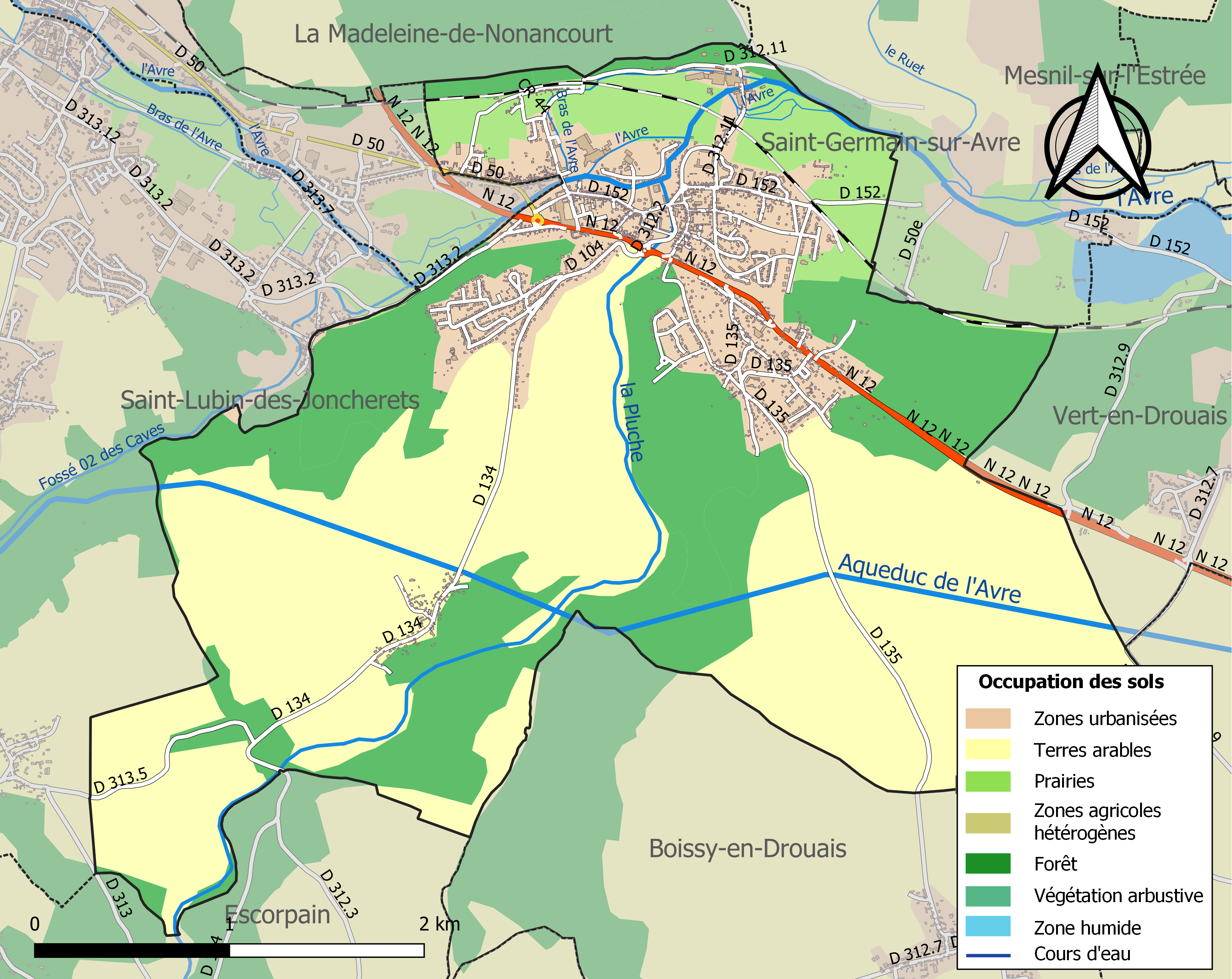
Kaart van de gemeente met belangrijkste infrastructuur, bodemgebruik en omliggende gemeenten

## Demografie
Onderstaande figuur toont het verloop van het inwonertal (bron: INSEE-tellingen).